# 杨学军

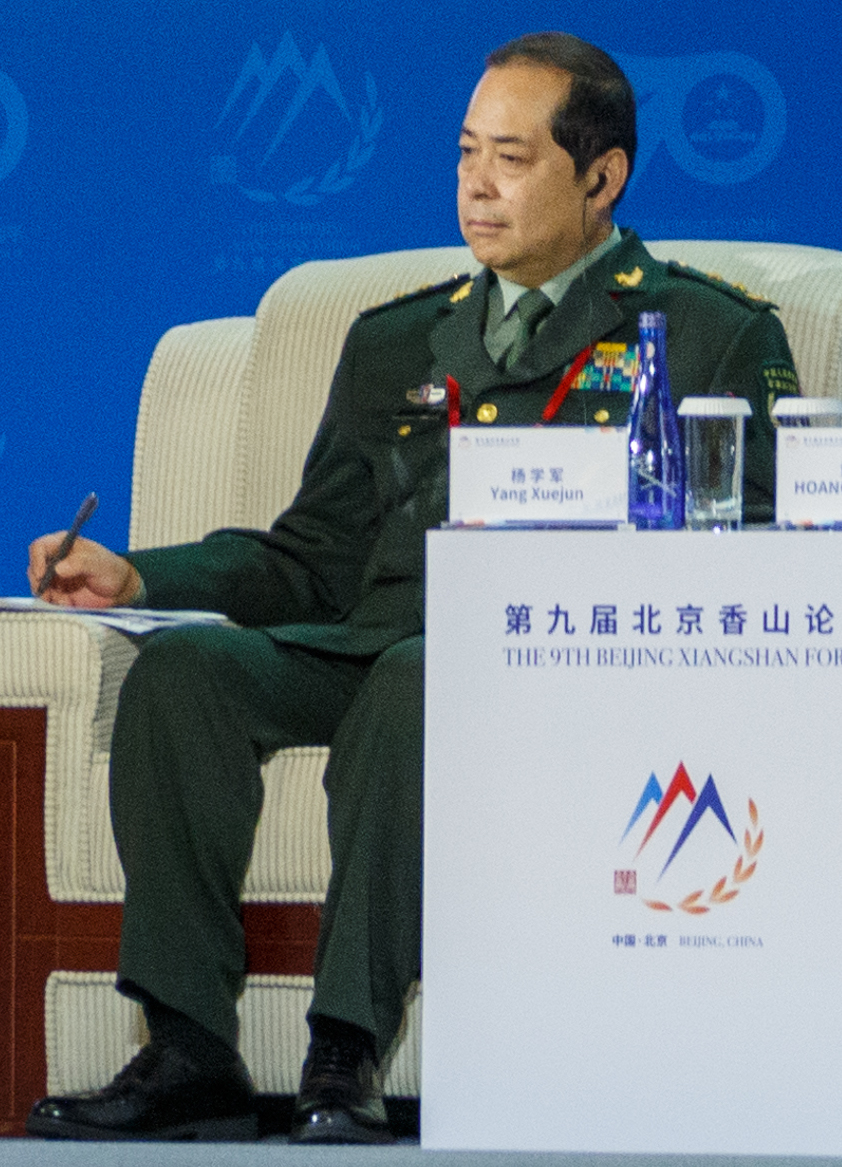
2019

杨学军（1963年4月—），男，山东武城人，中国计算机科学家，中国科学院院士，中国人民解放军国防科技大学原校长，现任中国人民解放军军事科学院院长，中国人民解放军上将军衔。中共十七大代表，十八届中央候补委员、十九届、二十届中央委员。第九届全国人大代表。

## 生平
杨学军1983年毕业于南京通信工程学院。后就读于国防科技大学，1991年获工学博士学位。此后留校任教。1995年晋升为教授。他长期从事高性能计算机与并行分布计算技术领域的研究工作，曾参加过银河—I、银河—II巨型机的开发。1994年，年仅31岁时就成为银河-III巨型机总设计师。后又出任天河一号总设计师，2010年10月由他主持研制的天河-1A以峰值速度每秒4700万亿次、持续速度每秒2566万亿次浮点运算成为当时世界上最快的超级计算机。
2004年晋升少将。2007年任国防科学技术大学教育长，2009年任副校长，2011年升任国防科技大学校长。同年当选为中国科学院院士。2013年晋升中将军衔。2017年任军事科学院院长。2019年12月明确为正战区级，并晋升上将军衔。

## 奖项和荣誉
杨学军曾获得过何梁何利科学与技术成就奖（2011年）、陈嘉庚科学奖（2012年）等奖项。